# 宋懷琳
宋懷琳（1955年11月4日—），中華民國政治人物，中國國民黨籍，南投縣人，現任南投縣議會議員，曾任南投市市長。

## 生平
宋懷琳成長於眷村。公職生涯中歷經了軍、公、教、警各基層工作。
1997年投入第十四屆縣議員選舉，並獲得當選。
並在選民服務之餘利用時間完成東海大學公行所研究所畢業，取得碩士學位。
歷經第十四、十五、十六、十七屆共17年南投縣議員經歷
2014年參與中國國民黨南投市市長提名初選獲得提名，同年11月當選南投市第十屆市長
2018年連任南投市第十一屆市長